# IHK Karlsruhe

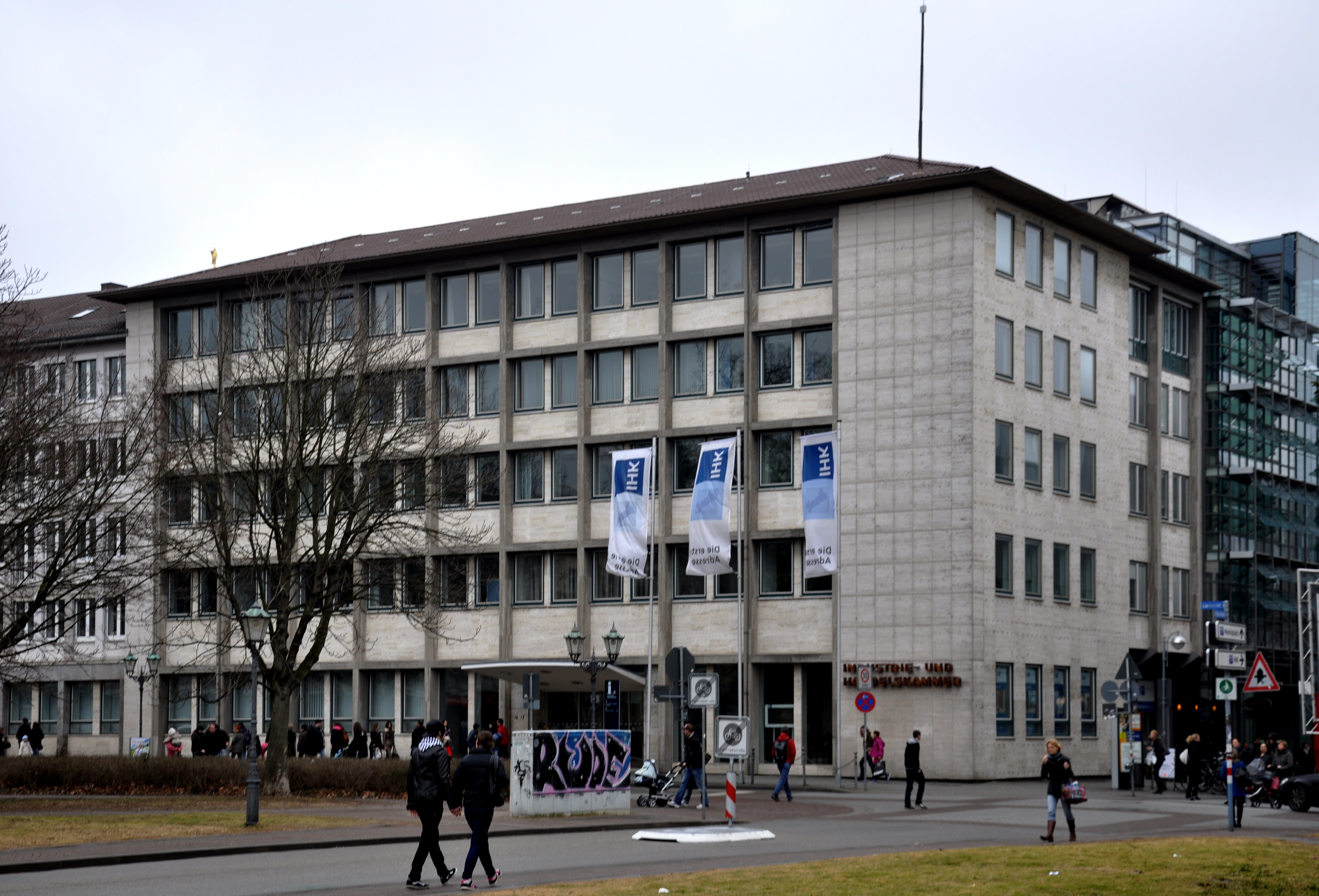
Die IHK Karlsruhe im IHK Haus der Wirtschaft (Altbau) am Friedrichsplatz

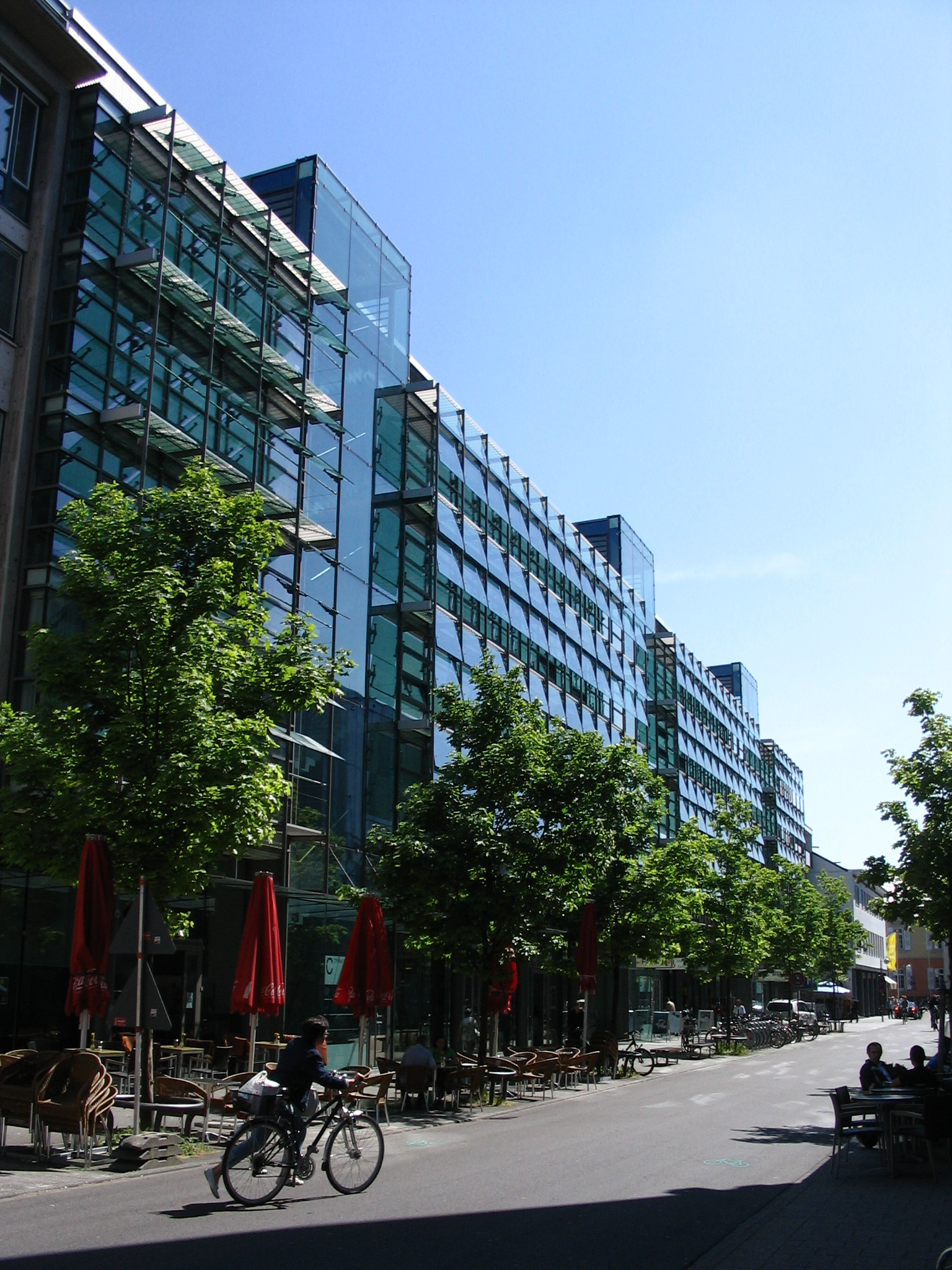
IHK Haus der Wirtschaft, Erweiterungsbau in der Erbprinzenstraße

Die Industrie- und Handelskammer (IHK) Karlsruhe vertritt als regionales Selbstverwaltungsorgan gemäß dem IHK-Gesetz von 1956 die Gesamtinteressen ihrer rund 73.000 Mitgliedsunternehmen (Stand 2024) aus Industrie, Handel und Dienstleistungen in den Stadtkreisen Karlsruhe und Baden-Baden sowie in den Landkreisen Karlsruhe  und Rastatt. Daneben nimmt sie staatliche Aufgaben wahr. Sie hat ihren Sitz im Haus des Wirtschaft am Friedrichsplatz in der Lammstraße 13–17. Die IHK Karlsruhe ist eine von zwölf baden-württembergischen Kammern, die unter dem Dachverband Baden-Württembergischer IHK-Tag (BWIHK) vereinigt sind.

## Organisation
Seit 2013 ist Wolfgang Grenke Präsident der IHK Karlsruhe. Er vertritt die IHK nach außen, gemeinsam mit dem Hauptgeschäftsführer Arne Rudolph.
Zur IHK Karlsruhe gehören die Tochterunternehmen IHK Haus der Wirtschaft GmbH, die Technologiefabrik und das IHK-Bildungszentrum.
Zwei weitere Hauptgeschäftsstellen der IHK Karlsruhe befinden sich im Palais Biron in Baden-Baden in der Lichtentaler Str. 92 und in Bruchsal in der Simon-Hegele-Straße 3.

## Geschäftsfelder
Die IHK Karlsruhe nimmt ihre Aufgaben in folgenden Geschäftsfeldern wahr:
- Existenzgründung und Unternehmensförderung
- Ausbildung und Weiterbildung
- Innovation, Energie und Umwelt
- Recht und Steuern
- Außenwirtschaftsdokumente und Internationale Märkte

Das Tochterunternehmen IHK Haus der Wirtschaft GmbH veranstaltet Seminare, Tagungen, Messen und Hauptversammlungen sowie wirtschafts- und kulturgesellschaftliche Events.
Die Technologiefabrik ist ein Existenzgründerzentrum, das innovativen Start-Ups Räumlichkeiten anbietet und die jungen Unternehmen mit Services und Dienstleistungen unterstützt.
Das IHK Bildungszentrum ist ein Anbieter beruflicher Weiterbildungslehrgänge.
Die IHK Karlsruhe ist im Baden-Württembergischen Handelskammertag Federführer in den Fachbereichen Industrie/Energie und Technologie/Innovation und Bauleitplanung/Raumordnung.

## Geschichte
7. Januar 1813

Rundschreiben an den Karlsruher Handelsstand, von 37 Karlsruher Kaufleuten unterzeichnet, zur Errichtung einer Handelsstube: 

„Um eines Theils den vielfältigen Wünschen mehrerer hießiger Kaufleute zu entsprechen und anderntheils, um den Gliedern der Handlung Gelegenheit zu verschaffen, sich, was in den gegenwärtigen Zeiten so nöthig ist, öfters zu sehen und ungestört über kaufmänische Gegenstände besprechen zu können, haben sich mehrere derselben entschlossen, für gemeinschaftliche Rechnung ein Zimmer zu miethen, um daselbst nach Belieben alle Abend oder wie es ihre Geschäffte erlauben, zusammen zu kommen.“

 Die Kaufleute mieten sich im Eckhaus am Karlsruher Marktplatz ein, dem heutigen Modehaus Schöpf.
15. Februar 1813

Die IHK Karlsruhe wird von Karlsruher Kaufleuten als Handelsstube gegründet, aus der 1826 die Handelskammer wurde.
25. September 1863

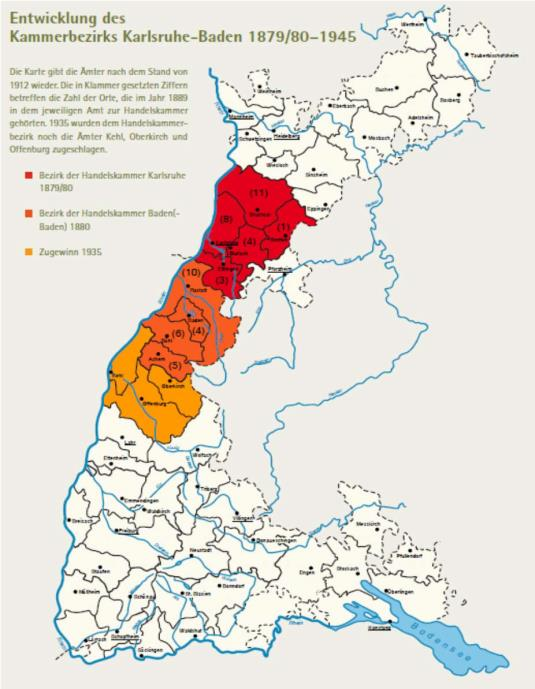
Der IHK-Bezirk zwischen 1879 und 1945 (Manuel Brödner, Verlag Regionalkultur)

Aus den Mitgliedern der Handelsstube heraus wird eine neue Handelsgenossenschaft der Großherzoglichen Residenzstadt Karlsruhe gegründet, in der „jeder hiesige oder auswärtige Inhaber oder Theilhaber eines Geschäftes“ freiwillig Mitglied werden konnte. Bedingung war, dass seine Firma in das öffentliche Handelsregister eingetragen war und er bereit war, mindestens vier Jahre einen Jahresbeitrag zu entrichten.
11. Dezember 1878

Das badische Handelskammergesetz (in Anlehnung an das preußische von 1870) beendet den „Wildwuchs“ der Handelsvereinigungen unterschiedlicher Art in Baden, die aufgrund freiwilliger Mitgliedschaften das Gesamtinteresse nur bedingt vertreten konnten.
Es regelt, dass alle ins Handelsregister eingetragenen Firmen automatisch Mitglied der jeweiligen Handelskammer werden. Erstmals wird auch eine territoriale Abgrenzung vorgenommen: Zu Karlsruhe kommen zunächst die Amtsbezirke Bretten, Bruchsal, Durlach und Ettlingen hinzu, 1889 wird der Bezirk dann um Baden-Baden, Rastatt, Bühl und Achern erweitert.
20. Februar 1920 
Nach diversen Zwischenstationen bezieht die Handelskammer das repräsentative Palais des
Prinzen Max von Baden in der Karlstraße 10, heute Stadtmuseum. Für den Eigenbedarf war
das Palais entschieden zu groß, so dass genügend Raum blieb, um weitere Verbände im Gebäude unterzubringen.
1. Juli 1933
Mit dem Gesetz über die Änderung des Handelskammergesetzes wird eine zentrale Badische Industrie- und Handelskammer mit Sitz in Karlsruhe geschaffen. Schon 1935 wird diese zentrale Verwaltung aber in vier Kammern aufgeteilt (Freiburg, Karlsruhe, Mannheim und Pforzheim). Eine noch 1942 verfügte Gauwirtschaftskammer Oberrhein für Baden und das Elsass wird 1945 aufgelöst.
ab Juli 1945
Neuorganisation der Handelskammer Karlsruhe: Das Kammergebiet wird den Besatzungszonen entsprechend in eine Handelskammer Karlsruhe und eine Handelskammer Baden-Baden aufgeteilt.
10. November 1955
Offizielle Übergabe des neuen Kammergebäudes am Friedrichsplatz. Ein Neubau war notwendig geworden, nachdem das Prinz-Max-Palais im Krieg ausgebrannt war und die Handelskammer das wieder hergerichtete Gebäude dem Bundesverfassungsgericht als vorübergehenden Dienstsitz zur Verfügung gestellt hatte.
9. Mai 1973 
Konstituierende Sitzung der aus den Handelskammern Karlsruhe und Baden-Baden fusionierten Industrie- und Handelskammer Mittlerer Oberrhein mit Sitz in Karlsruhe und einer Hauptgeschäftsstelle in Baden-Baden. Der offizielle Namen wurde 1987 in Industrie- und Handelskammer Karlsruhe abgeändert.
22. Oktober 1999
Einweihung des Erweiterungsbaus entlang der Erbprinzenstraße. Der Neubau wurde als Ergänzung des Kammergebäudes am Friedrichsplatz geplant. Das „Haus der Wirtschaft“ beinhaltet Seminar- und Tagungsräume sowie Ladengeschäfte und Büroflächen zur Vermietung. Mit dem Neubau wurde auch der vollständig überarbeitete Eingangsbereich und das Service-Center für Mitgliedsbetriebe eröffnet.

## Persönlichkeiten
Vorstände (ab 1819), Direktoren (ab 1840), Präsidenten (ab 1851)
- 1813: Christian Reinhard
- 1819: Wilhelm Christian Griesbach
- 1829: C.J. Mallebrein
- 1830: Christian Reinhard
- 1833: J. Kusel
- 1840: Carl Bußjäger
- 1841: Bernhard Schweig
- 1842: Carl Barthold
- 1846: Albert Glock
- 1848: Jacob Stüber
- 1850: Christian Riempp
- 1857: Jacob Stüber
- 1863: Eduard Koelle
- 1867: Anton Haas
- 1872: Johann Kraemer
- 1880: Karl August Schneider
- 1901: Robert Koelle
- 1918: Richard Gsell
- 1924: Robert Nicolai
- 1933: Clemens August Kentrup
- 1936: Fritz Rolf Wolff
- 1945: Friedrich Töpper
- 1947: Willy Caspary
- 1951: Karl Gebhardt
- 1963: Alfred Neff
- 1970: Walter Staiger
- 1973: Hans-Jürgen Ganß
- 1977: Hugo Rhein
- 1983: Hans-Georg Appenzeller
- 1993: Norbert Keller
- 2003: Bernd Bechtold
- Seit 2013: Wolfgang Grenke